# L'ultima nuvola sui cieli d'Italia
L'ultima nuvola sui cieli d'Italia è il terzo album in studio del cantante italiano Lucio Quarantotto, pubblicato nel 1990 con l'etichetta discografica Sugar Music.

## Tracce
Testi di Lucio Quarantotto; musiche di Piercarlo D'Amato, Lucio Quarantotto e Francesco Sartori.
Lato A
1. Pulito
2. Viaggiando verso Jesolo
3. Tripoli
4. Come le onde

Lato B
1. E se questa fosse l'ultima
2. Tutti ti danno (quello che non hanno)
3. Gli assassini
4. I templi Indù